# İbrahim Türker Akova
İbrahim Türker Akova (* 28. Juni 1995 in Selçuklu) ist ein türkischer Fußballspieler.

## Karriere
Akova erlernte das Fußballspielen u. a. in den Nachwuchsabteilungen der Vereine Antalya Telekomspor, Antalya Minik Kramponlar SK und Antalyaspor. Bei letzterem erhielt er im Sommer 2015 zwar einen Profivertrag, spielte aber weiterhin ausschließlich für die Nachwuchs- und die Reservemannschaften. 
Im Januar 2016 wurde er an den Istanbuler Verein Ümraniyespor. Hier beendete er mit seinem Team die Saison 2015/16 als Meister der TFF 2. Lig und war damit am ersten Aufstieg der Vereinsgeschichte in die TFF 1. Lig beteiligt. Im Dezember 2016 verließ er seinen Verein.

## Erfolge
Mit Ümraniyespor
- Meister TFF 2. Lig und Aufstieg in die TFF 1. Lig: 2015/16